# Norges Fotballforbund
La Norges Fotballforbund, nota anche con la sigla NFF, è l'organo di gestione e controllo del calcio in Norvegia. Ha sede ad Oslo. Organizza il campionato di massima divisione norvegese, l'Eliteserien, e controlla la Nazionale norvegese maschile e femminile. La federazione assegna anche il Gullklokka, riconoscimento riservato a quei calciatori che raggiungono la 25ª presenza in Nazionale.
La NFF è affiliata alla FIFA dal 1908 e alla UEFA, confederazione alle cui competizioni partecipano le squadre di club e la Nazionale norvegese, dal 1954. Attualmente, Yngve Hallén ne è presidente.

## Storia
La federazione norvegese fu fondata nel 1902 da alcuni rappresentanti delle squadre del Lyn Oslo, del Grane Nordstrand e dello Spring. Nel 1908, la NFF si affiliò alla FIFA e la Nazionale disputò il suo primo incontro, in cui fu sconfitta per 11-3 dalla Svezia. Nel 1954, con la costituzione della UEFA, la federazione norvegese ne entrò a far parte.

## Circuiti sportivi
Esistono 20 associazioni regionali che dipendono dalla NFF:
- Agder fotballkrets
- Akershus fotballkrets
- Buskerud fotballkrets
- Finnmark fotballkrets
- Hordaland fotballkrets
- Hålogaland fotballkrets
- Indre Østland fotballkrets
- Nordland fotballkrets
- Nordmøre og Romsdal fotballkrets
- Oslo Fotballkrets
- Rogaland fotballkrets
- Sogn og Fjordane fotballkrets
- Sunnmøre fotballkrets
- Telemark fotballkrets
- Troms fotballkrets
- Trøndelag fotballkrets
- Vestfold fotballkrets
- Østfold fotballkrets

## Presidenti
- Isak Benjaminsen (1902-1903)
- Emil Wettergreen (1903-1904)
- Arthur Nordlie (1904-1905)
- Sverre Strand (1905-1906)
- H.W. Benneche (1906-1907)
- Carl Frølich-Hanssen (1908-1909)
- Arthur Nordlie (1909-1910)
- C.F.B. Schøyen (1910-1913)
- J.O. Jordell (1913-1914)
- Carl Frølich Hanssen (1914-1915)
- Daniel Eie (1915-1918)
- Carl Emil Christiansen (1918-1920)
- Reidar Bergh (1920-1924)
- Samuel Knutzen (1924-1926)
- Daniel Eie (1926-1928)
- Jacob Ramm (1928-1929)
- Per Skou (1929-1934)
- Bjarne Gulbrandsen (1934-1936)
- Reidar Dahl (1936-1941)
- Reidar Dahl (1945-1949)
- Harald Evensen (1949-1953)
- Reidar Dahl (1953-1955)
- Aksel Floer (1955-1963)
- Jørgen Jahre (1963-1966)
- Odd Evensen (1966-1970)
- Einar Jørum (1970-1980)
- Eldar Hansen (1980-1987)
- Per Ravn Omdal (1987-1992)
- Odd Flattum (1992-1995)
- Per Ravn Omdal (1995-2004)
- Sondre Kåfjord (2004-2010)
- Yngve Hallén (2010-)